# 2014-es vívó-világbajnokság
A 2014-es vívó-világbajnokságot július 17. és 23. között rendezték Kazanyban, Oroszországban. Összesen tizenkét számban avattak világbajnokot.

## Eredmények

### Férfi
| Versenyszám                        | Arany                                                                                   | Ezüst                                                                      | Bronz                                                                              |
| ---------------------------------- | --------------------------------------------------------------------------------------- | -------------------------------------------------------------------------- | ---------------------------------------------------------------------------------- |
| Párbajtőr egyéni Döntő: július 20. | Ulrich Robeiri (FRA)                                                                    | Pak Kjongdu (KOR)                                                          | Gauthier Grumier (FRA) · Enrico Garozzo (ITA)                                      |
| Párbajtőr csapat Döntő: július 23. | Franciaország · Gauthier Grumier · Daniel Jérent · Jean-Michel Lucenay · Ulrich Robeiri | Dél-Korea · Csong Dzsinszon · Kvon Jongdzsun · Pak Kjongdu · Pak Szangjong | Svájc · Peer Borsky · Max Heinzer · Fabian Kauter · Benjamin Steffen               |
| Tőr egyéni Döntő: július 19.       | Alekszej Cseremiszinov (RUS)                                                            | Ma Csien-fej (CHN)                                                         | Enzo Lefort (FRA) · Tyimur Szafin (RUS)                                            |
| Tőr csapat Döntő: július 22.       | Franciaország · Enzo Lefort · Erwann Le Péchoux · Julien Mertine · Vincent Simon        | Kína · Csen Haj-vej · Lej Seng · Ma Csien-fej · Si Csia-lo                 | Olaszország · Valerio Aspromonte · Giorgio Avola · Andrea Baldini · Andrea Cassarà |
| Kard egyéni Döntő: július 18.      | Nyikolaj Kovaljov (RUS)                                                                 | Ku Bongil (KOR)                                                            | Tiberiu Dolniceanu (ROU) · Alekszej Jakimenko (RUS)                                |
| Kard csapat Döntő: július 21.      | Németország · Max Hartung · Nicolas Limbach · Matyas Szabo · Benedikt Wagner            | Dél-Korea · Ku Bongil · Kim Dzsonghvan · O Unszok · Von Ujong              | Magyarország · Decsi Tamás · Gémesi Csanád · Szatmári András · Szilágyi Áron       |

### Női
| Versenyszám                        | Arany                                                                                         | Ezüst                                                                                          | Bronz                                                                                          |
| ---------------------------------- | --------------------------------------------------------------------------------------------- | ---------------------------------------------------------------------------------------------- | ---------------------------------------------------------------------------------------------- |
| Párbajtőr egyéni Döntő: július 20. | Rossella Fiamingo (ITA)                                                                       | Britta Heidemann (GER)                                                                         | Jana Semjakina (UKR) · Erika Kirpu (EST)                                                       |
| Párbajtőr csapat Döntő: július 23. | Oroszország · Tatyjana Gudkova · Violetta Kolobova · Ljubov Sutova · Jana Zvereva             | Észtország · Julia Beljajeva · Irina Embrich · Erika Kirpu · Kristina Kuusk                    | Olaszország · Bianca Del Carretto · Rossella Fiamingo · Francesca Quondamcarlo · Mara Navarria |
| Tőr egyéni Döntő: július 19.       | Arianna Errigo (ITA)                                                                          | Martina Batini (ITA)                                                                           | Inesz Bubakri (TUN) · Valentina Vezzali (ITA)                                                  |
| Tőr csapat Döntő: július 22.       | Olaszország · Martina Batini · Elisa Di Francisca · Arianna Errigo · Valentina Vezzali        | Oroszország · Julija Birjukova · Inna Gyeriglazova · Larisza Korobejnyikova · Gyiana Jakovleva | Franciaország · Astrid Guyart · Corinne Maîtrejean · Ysaora Thibus                             |
| Kard egyéni Döntő: július 18.      | Olha Harlan (UKR)                                                                             | Mariel Zagunis (USA)                                                                           | Jana Jegorjan (RUS) · Jekatyerina Gyjacsenko (RUS)                                             |
| Kard csapat Döntő: július 21.      | Egyesült Államok · Ibtihaj Muhammad · Anne-Elizabeth Stone · Dagmara Wozniak · Mariel Zagunis | Franciaország · Cecilia Berder · Saoussen Boudiaf · Manon Brunet · Charlotte Lembach           | Ukrajna · Olha Harlan · Olena Kravacka · Olena Voronyina · Olha Zsovnyir                       |